# Sancibrao
Sancibrao o San Juan de Sancibrao (llamada oficialmente San Xoán de San Cibrao) es una parroquia del municipio de Mellid, en la provincia de La Coruña, Galicia, España.

## Entidades de población
Entidades de población que forman parte de la parroquia:
- As Cazallas
- Cabanelas
- Priorada
- San Cibrao
- Torre (A Torre)
- Trasmundi

## Demografía
| Gráfica de evolución demográfica de Sancibrao entre 2000 y 2018 |
|                                                                 |
| Población de derecho según el padrón municipal del INE          |